# Museu do Mar (Santos)
O Museu do Mar, localizado na cidade de Santos, no estado de São Paulo, Brasil, é uma entidade cultural dedicada à difusão do conhecimento da biodiversidade marinha. Inaugurado em 30 de junho de 1984, o museu preserva um dos mais importantes acervos de biologia marinha da América Latina.
A entidade é administrada pela Sociedade Museu do Mar, instituição privada que mantém também o Museu Marítimo.

## História
O fundador
O Museu do Mar é fruto da iniciativa do biólogo marinho Luiz Alonso Ferreira. Nascido em Santos, São Paulo, em 02 de setembro de 1946, Alonso é filho de Quincio Francisco Ferreira (1917-1990) e Carmen Alonso Ferreira (1922-1976), sendo neto de imigrantes espanhóis, pelo lado materno, e portugueses, pelo lado paterno.
A bordo do navio “Magdalena”, da Mala Real Inglesa, seus ascendentes espanhóis desembarcaram no porto de Santos em 5 de abril de 1893, oriundos das cidades de Ourense, Arzuá e Verín, situadas na histórica região da Galícia. Os antepassados portugueses chegaram ao Brasil no início do século XX, procedentes do Porto e da Vila do Conde, localizadas defronte ao vasto Oceano Atlântico. 
Enquanto os avós espanhóis se estabeleceram no centro de Santos, passando a trabalhar em companhias de café e no próprio porto, os portugueses fixaram residência na Ilha das Palmas, na entrada do canal de Santos, onde trabalhavam para a companhia alemã de navegação Theodor Wille. 
Na Ilha das Palmas, durante as primeiras décadas do século XX, a família Ferreira cultivou amizade com alguns famosas personalidades brasileiras que frequentavam o local em busca de descanso e lazer, tais como os escritores Monteiro Lobato e Oswald de Andrade, o poeta Vicente de Carvalho, o diplomata Osvaldo Aranha, a poetisa Patrícia Galvão (Pagu) e a dançarina Luz del Fuego. No livro “A Escada Vermelha”, Oswald de Andrade refere-se direta e indiretamente (com o uso de pseudônimos) a diversos membros da família Ferreira.
A vida escolar de Alonso teve início no Externato Casa Pia São Vicente de Paula, instituição na qual estudou até a 4° série do curso primário. Posteriormente, estudou no tradicional Colégio Santista, da 5 a 8° série, concluindo o 1° grau.
Neste período, duas produções cinematográficas marcariam indelevelmente o espírito da criança em formação: “20.000 léguas submarinas”, filme de 1954, baseado no livro de Júlio Verne, com James Mason no papel do capitão Nemo, e “Moby Dick”, de 1956, inspirado na obra de Herman Melville, com Gregory Peck no papel do capitão Ahab.
No mesmo Colégio Santista, em curso equivalente ao 2° grau, Alonso formou-se em 1968 como técnico em Química Industrial. 
Entre 1971 e 1979, trabalhou em Cubatão, SP, na Refinaria Presidente Bernardes, da Petrobrás. Paralelamente ao trabalho como operador de processamento de petróleo, Alonso ingressou no curso de Ciências Biológicas da Universidade Católica de Santos, formando-se em 1978. No mesmo ano, os conhecimentos adquiridos com o estudo de conchas levaram-no a desenvolver e ministrar o Curso de Conquiliologia.
Entre 1979 e 1984, retornou ao Colégio Santista, desta vez como professor de I e II graus, lecionando as disciplinas de Ciências, Química, Botânica e Ecologia. Como Coordenador do Centro de Estudos de Ciências da tradicional instituição de ensino, promoveu entre os anos de 1980 e 1983 a Feira de Ciências do Colégio Santista, a FECISA.
Finalmente, em 30 de junho de 1984, inaugurou o Museu do Mar, na presença de autoridades civis, militares e religiosas.

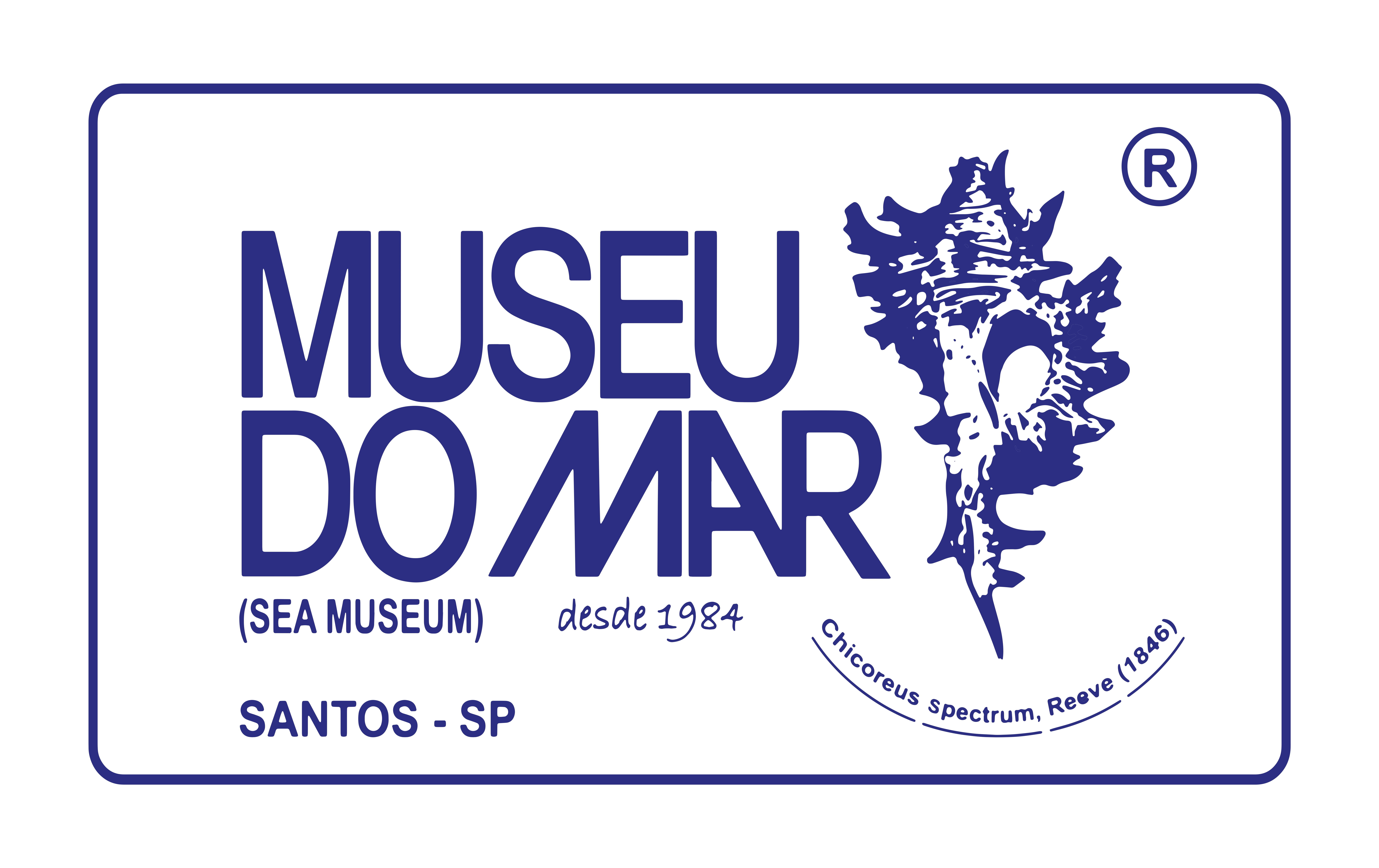
Logomarca do Museu do Mar, com a concha símbolo da entidade, Chicoreus spectrum (Reeve, 1846). Marca registrada no INPI (Instituo Nacional da Propriedade Industrial).

Luiz Alonso Ferreira exerce o cargo de Diretor-Presidente da Sociedade Museu do Mar desde sua fundação.  

## Acervo
As origens
Na década de 1960, Alonso começou uma coleção de conchas marinhas. Conforme o acervo ia crescendo, começou a se corresponder com colecionadores particulares e instituições científicas brasileiras, visando troca de material. Em 1963, seu trabalho começou a ganhar visibilidade junto à imprensa, com a primeira matéria sendo publicada pelo jornal A Tribuna.
Em 1969, verificou-se sua primeira correspondência internacional para troca de material científico, endereçada a um Clube de Colecionadores de Conchas da Austrália.
Ao mesmo tempo, no bairro da Ponta da Praia, de forte tradição pesqueira, desde sua juventude, Alonso travou boas relações com a colônia de imigrantes japoneses e seus descendentes (nisseis e sanseis). Dedicados em sua maioria à atividade pesqueira, alguns deles eram armadores de pesca, que se tornaram importantes colaboradores do futuro Museu do Mar.

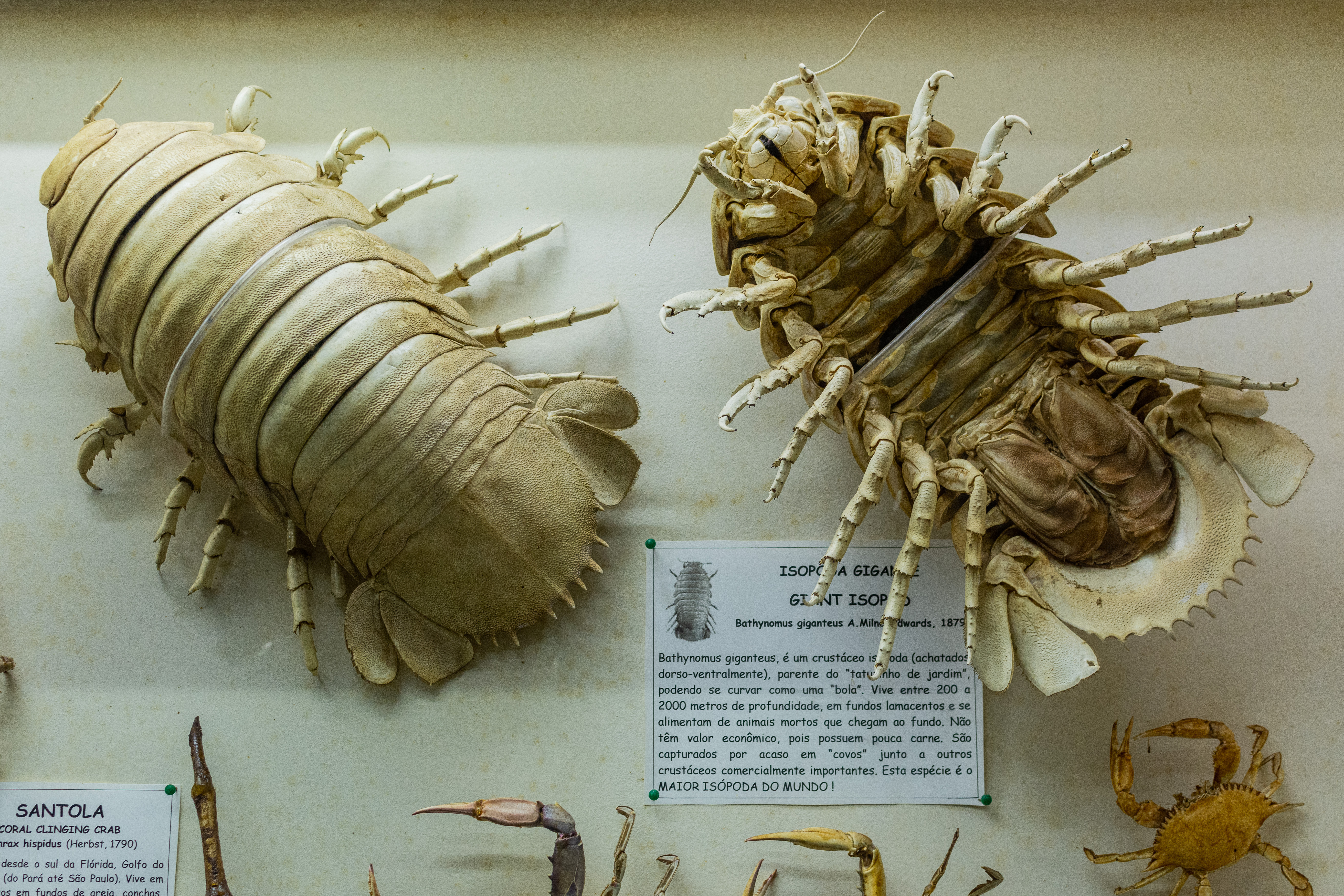
Bathynomus giganteus (A.Milne-Edwards, 1879). A maior espécie de isópoda marinho do mundo. Acervo do Museu do Mar.

Durante a década de 1970, a coleção particular se ampliou notavelmente. Através de correspondências com colecionadores e instituições do Brasil e do exterior, bem como, do apoio de pescadores e armadores de pesca, Alonso diversificou consideravelmente o acervo, com a aquisição de grandes peixes, tartarugas marinhas, aves oceânicas, esponjas, corais, crustáceos, moluscos, equinodermos, fósseis, dentre outros materiais.   
Em 1980, a residência de Alonso e seus pais reunia um vasto acervo biológico. A dimensão que tomara o trabalho aliada ao considerável número de curiosos, estudantes e jornalistas que afluíam ao local para apreciarem suas atrações, demonstrava que o acervo particular deveria ser disposto à exposição pública.
Destarte, apoiado pela família, Alonso demoliu a casa onde morava para dar início às obras do Museu do Mar, cujo lançamento da pedra fundamental se deu em 21 de junho de 1980.
Com recursos financeiros próprios e enfrentando as incertezas quanto ao futuro de uma empresa privada na área cultural, depois de quatros anos de desafios, o Museu do Mar foi finalmente inaugurado (30/06/1984). 
Todo o acervo do Museu do Mar é constituído por espécimes naturais preservados em soluções de formol ou que passaram por processo de taxidermia. Apresentado ao público visitante em ordem evolutiva, o acervo é formado por exemplares da fauna e flora marinhas do Brasil e de diversas partes do mundo.
O trabalho de taxidermia ficou a cargo de Sebastião Medeiros (1929-2005). Experiente taxidermista, com passagem pelo Museu de Zoologia da USP (onde travou amizade com o famoso zoólogo e compositor Paulo Emílio Vanzolini), Instituto Histórico e Geográfico de São Paulo e Museu de Pesca de Santos, Medeiros foi um dos mais importantes profissionais na história do Museu do Mar.
Dentre as principais atrações em exposição, merecem destaque: 

### Tubarões
Tubarões representam uma das principais atrações do Museu do Mar, que reúne cerca de 30 espécies de tubarões de um total de, aproximadamente, 100 espécies registradas na costa do Brasil.

#### Tubarão-baleia

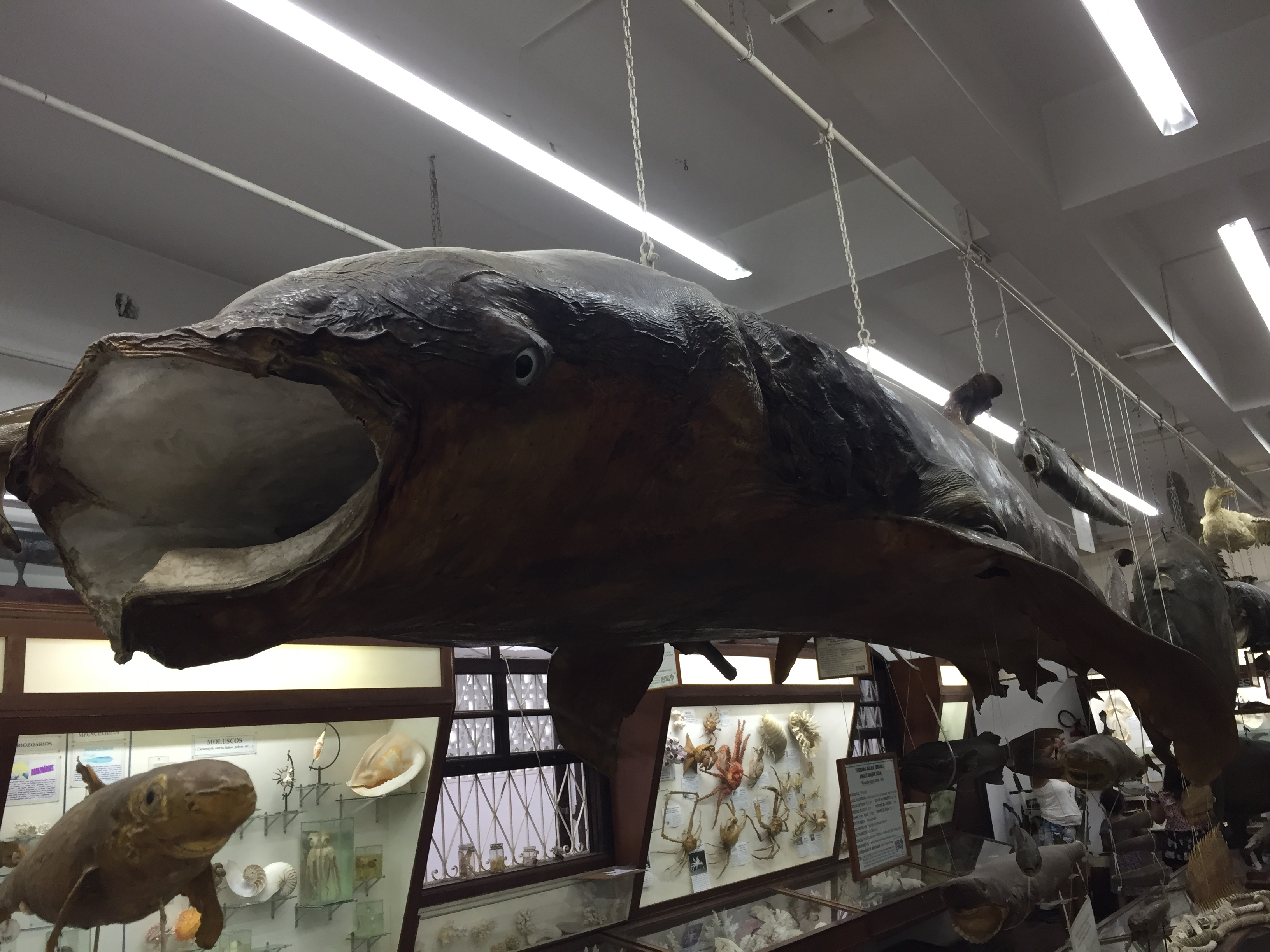
Tubarão-Baleia, Rhincodon typus (Smith, 1828).

Uma das principais atrações do museu é o Tubarão-Baleia (Rhincodon typus), a maior espécie de peixe do mundo, que pode atingir até 20 metros de comprimento. O exemplar em exposição no Museu do Mar é uma jovem fêmea de 5,69 metros, que pesou 1.140 quilos. É o único em exposição na América do Sul. Além dele, há apenas mais dois em museus no mundo, os quais se encontram expostos em Nova Iorque, Estados Unidos, e na Cidade do México, México. 
O Museu do Mar expõe também um neonato (recém-nascido) de Tubarão-Baleia, medindo 55 centímetros.

#### Tubarão mangona-de-fundo
Também chamado de Mangona-Preta, o Tubarão Mangona-de-Fundo (Odontaspis noronhai) é um raro tubarão que habita águas profundas. Existem apenas três exemplares em exposição no mundo. O maior deles está no Museu do Mar, um adulto de 3,54 metros de comprimento, possivelmente, o maior exemplar encontrado dentre as poucas aparições já registradas. Os outros dois estão no Museu de Funchal em Portugal, e no Museu de Pesca, em Santos.

#### Fetos anômalos de tubarão-azul
Estão expostos também dois fetos anômalos de Tubarão Azul (Prionace glauca), ambos mantidos em formol. Um deles possui dois olhos unidos, lembrando um ciclope, e o outro, duas cabeças (xifópagos).

#### Tubarão-anão
O Tubarão-Anão (Squaliolus laticaudus), nos Estados Unidos, Spined pygmy shark, é a segunda menor espécie de tubarão do mundo, ficando atrás apenas do Tubarão-lanterna-anão (Etmopterus perryi). No Museu do Mar há dois exemplares, conservados em formol, um adulto de 24 centímetros, e um filhote, de aproximadamente 6 centímetros.
Dentes de Megalodonte
Na vitrine dedicada aos fósseis acham-se grandes dentes do Megalodonte, tubarão-pré-histórico, extinto há aproximadamente 2,3 milhões de anos. 

### Outras atrações
Albatroz-viageiro

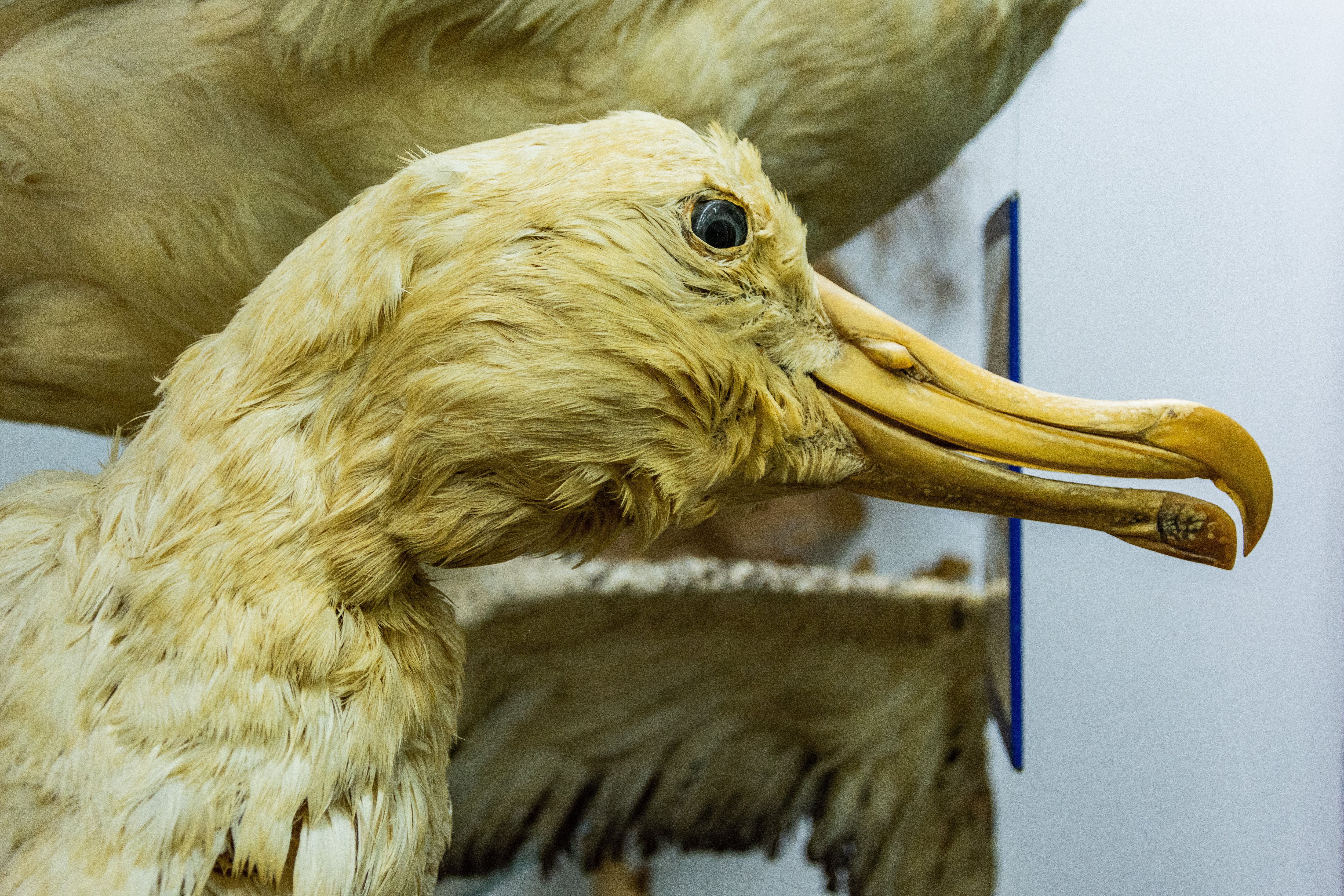
Detalhe do Albatroz-viageiro Diomedea exulans (Linnaeus, 1758), em exposição no Museu do Mar.

Originária do Atlântico Sul, o Albatroz-viageiro, também chamado de Albatroz-errante ou Albatroz-gigante (Diomedea exulans) é a maior ave marinha do mundo, podendo atingir 3,5 metros de envergadura. Há três exemplares adultos dessa espécie no Museu do Mar, com média de 3 metros de envergadura, todos provenientes das ilhas Geórgias do Sul.

#### Peixe-lua
De águas tropicais e temperadas, o Peixe-Lua (Mola mola) é o maior peixe ósseo do mundo. O maior indivíduo da espécie media 3,3 metros de altura e pesou 2,3 toneladas. O espécime em exposição no Museu do Mar mede 1,60 metros e pesou 254 quilos.

#### Concha Gigante
A ostra-gigante Tridacna Gigas é o maior molusco bivalve do mundo, sendo considerada o terror dos caçadores de pérola dos oceanos Pacífico e Índico. Essa espécie pode atingir cerca de 1,20 metros de comprimento e pesar mais de 200 quilos. Há dois exemplares adultos em exposição no Museu do Mar. O maior deles, procedente da ilha Cebu, Filipinas, com 1 metro e 148 quilos, foi apresentado no Programa Sílvio Santos, em junho de 1980.  O outro exemplar, de 119 quilos, é oriundo das Maldivas.  
Lula Gigante
Mantidos em formol encontram-se também dois exemplares da lula gigante Thysanoteuthis rhombus. Um deles, com 1 metro e 18 quilos, foi mencionado em artigo científico como a primeira ocorrência da espécie no Brasil (1987).
Caranguejo Aranha Gigante Japonês
Em junho de 2025, o Museu do Mar recebeu um exemplar de Caranguejo Aranha Gigante Japonês, da espécie Macrocheira kaempferi (Temminck, 1836), a maior espécie de artrópode do mundo. Capturado nas águas profundas do Mar do Japão e taxidermizado por profissionais chineses, o caranguejo, que mediu 1,70 metros com as patas esticadas, foi dividido em partes e enviado para a instituição santista, onde foi montado para fins de exposição.
Corais

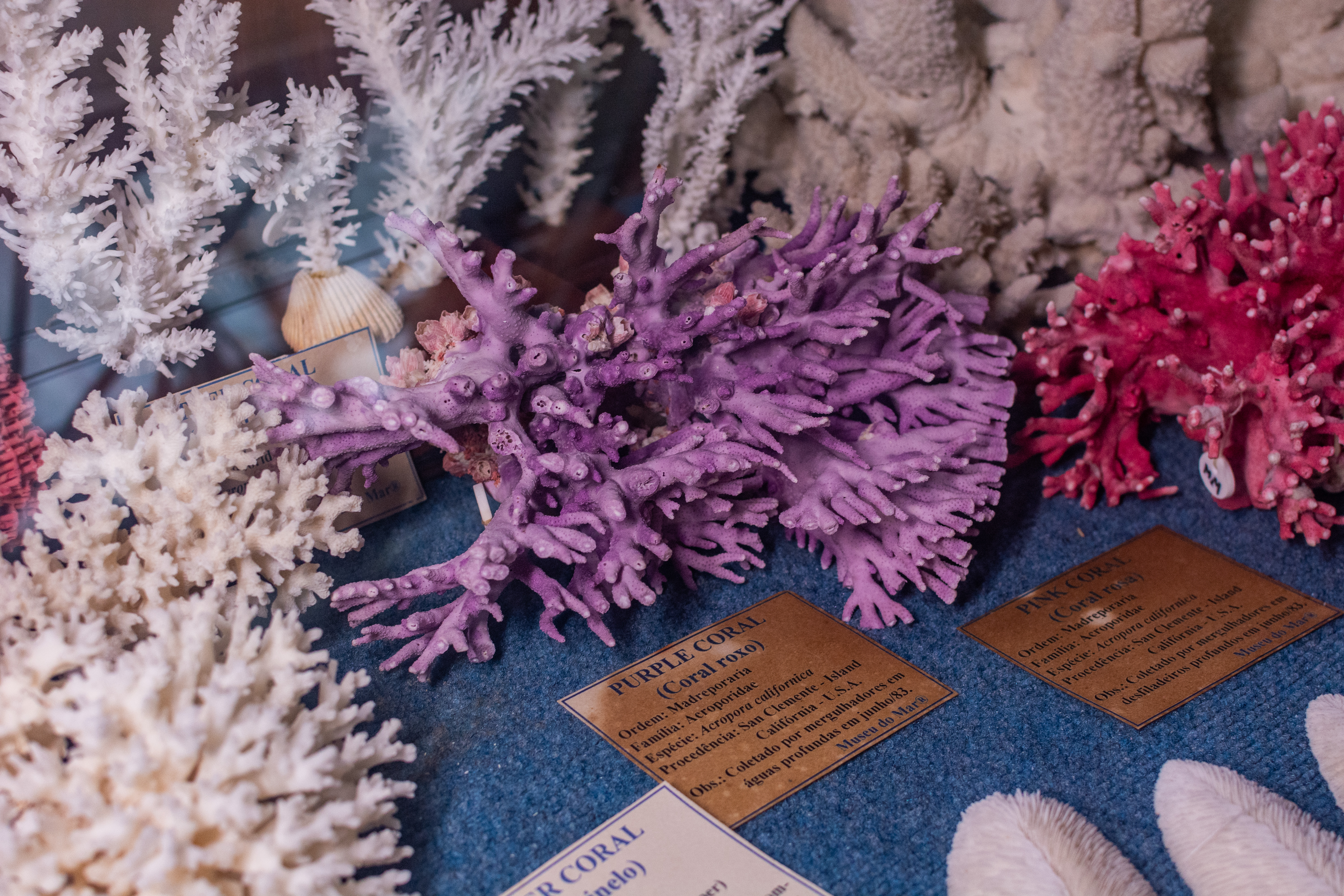
Corais rosa e roxo da ilha de San Clemente, Califórnia, EUA.

Quatro vitrines expõem por volta de 30 espécies de corais, provenientes do Brasil, Antártida, Ilhas Falklands, Filipinas, Bahamas, Califórnia, Ilha de Páscoa e Mar Mediterrâneo. Trata-se de um dos mais diversificados acervos de corais em exposição no Brasil. 

## Outros serviços

### Cursos
Antes mesmo da edificação de sua sede administrativa, diversos cursos foram promovidos pelo Museu do Mar, tais como: Química Marinha, Ostreicultura, Taxidermia em Crustáceos e Peixes, Tubarões, Arrais e Mestre Amador e Biologia Marinha.

#### Curso de Mergulho Livre e Autônomo Amador
Desenvolvido em 1979 por Luiz Alonso Ferreira, o Curso de Mergulho Livre e Autônomo Amador do Museu do Mar foi um dos primeiros da Baixada Santista. Precedendo a fundação do Museu do Mar, nos primeiros anos da década de 1980, o curso contribuiu para o levantamento dos recursos empregados na construção da atual sede da entidade. 
Credenciado pela Confederação Brasileira de Pesca e Desportos Subaquáticos (CBPDS), o curso de uma semana de duração consistia em três aulas teóricas, três aulas práticas em piscina, uma aula preventiva sobre animais marinhos perigosos, uma prova teórica e uma prova de mar. As saídas de mar (batismos) eram realizadas principalmente nos naufrágios do lado sul de Ilhabela, onde desde 1982 a Sociedade Museu do Mar possui uma propriedade, utilizada como base para os alunos do Curso de Mergulho. Esta base está localizada no bairro do Bexiga, na Ponta do Ribeirão, entre a Praia Grande e a Praia do Curral, defronte ao naufrágio do Aymoré (1920), paquete a vapor da Lloyd Brasileiro.  
Os alunos aprovados nas provas teórica e de mar recebiam certificado da Confederação Mundial de Atividades Subaquáticas (CMAS), que permite a prática do mergulho amador em qualquer parte do mundo. 
Ministrado ininterruptamente até o ano de 2011, durante trinta e dois anos, o Curso de Mergulho Livre e Autônomo Amador do Museu do Mar formou 1379 alunos. 

### Exposições itinerantes
Expo-Museu do Mar
Em 1989 é criada a Expo-Museu do Mar, exposição itinerante, com o tema “A Vida no Mar”. Levando parte do acervo biológico da reserva técnica da entidade para outras cidades do país, a exposição visa despertar o público para a necessidade de preservação da vida marinha. 

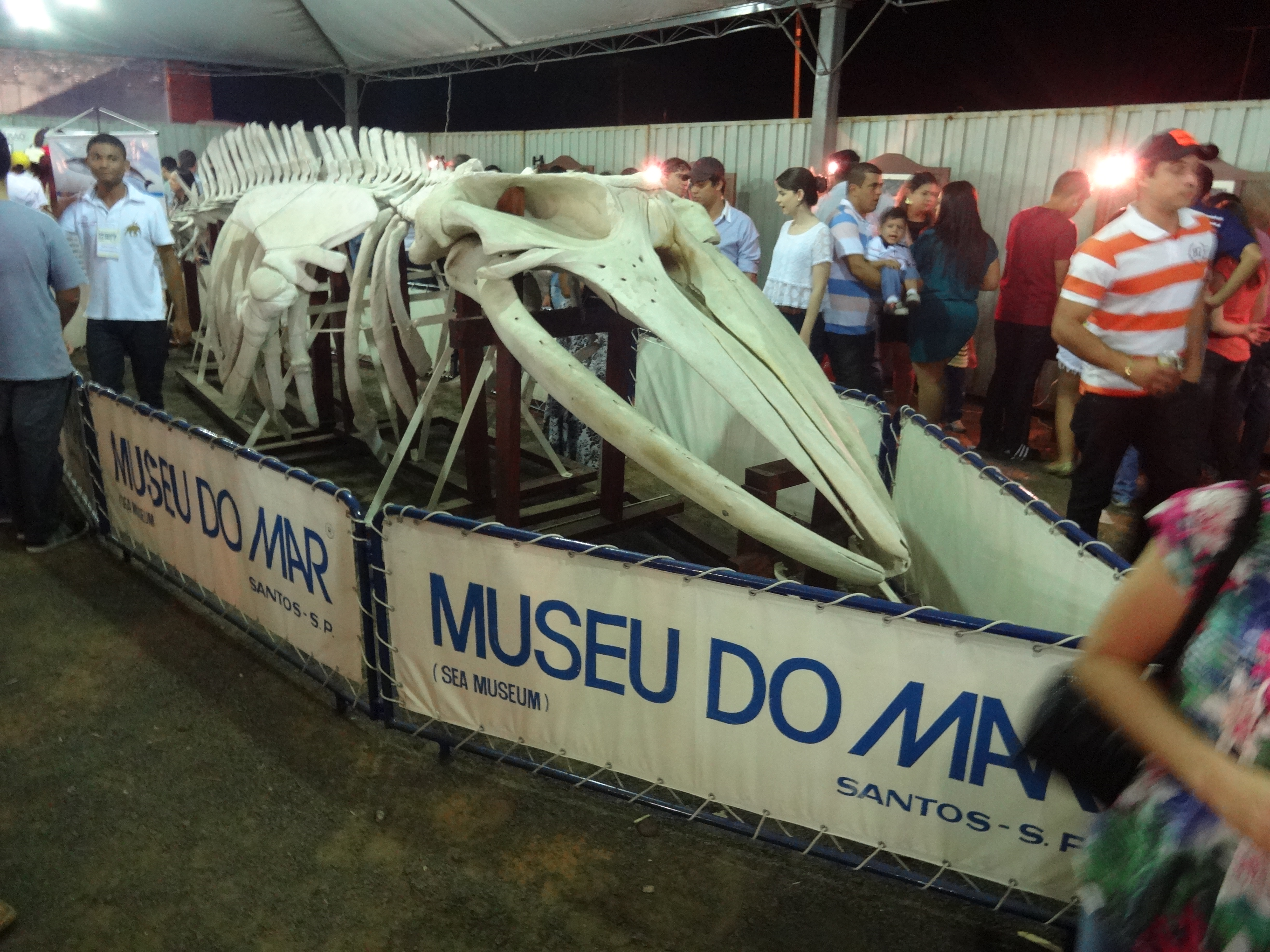
Esqueleto de Baleia Minke Anã, Balaenoptera acutorostrata (Lacépède, 1804). Expo-Museu do Mar, Adamantina (SP). Setembro/2014.

Sua principal atração é o esqueleto de 8,50 metros de comprimento de uma Baleia Minke Anã (Balaenoptera acutorostrata), que apareceu morta na praia da Enseada, em Guarujá, SP, em 10 de outubro de 1990. Levada para um aterro da cidade, em março de 1992, foi retirada do local por uma equipe do Museu do Mar, que realizou a montagem do esqueleto, sendo no mesmo ano uma das atrações de um programa da TV Animal, apresentado por Gugu Liberato.
Evento inédito no Brasil, a Expo-Museu do Mar já percorreu seis estados brasileiros (SP,  MG, MT, MS, SC e PR), visitando as seguintes cidades:  Santos (1989, 2006), Caieiras (1990), Lins (1991), Campo Grande (1991), Cuiabá (1992), Visconde do Rio Branco (1993), São Sebastião (1993, 1994), Santo André (1991, 1992, 1999), Franca (1999), Jundiaí (1999), Itapema (1999), São José dos Campos (1999, 2000), Curitiba (2000), Amparo (2002), Rio Claro (2004), Itaquaquecetuba (2006), Osasco (2001, 2002, 2007), Adamantina (2014) e Indaiatuba (2015).
Museu do Mar na Escola
Tendo em vista as dificuldades encontradas por muitas escolas para a realização de passeios culturais, a entidade desenvolve a Expo-Museu do Mar na Escola. Levando uma mostra do acervo diretamente às instituições de ensino, o evento é composto por 11 módulos verticais, nos quais estão representados, em ordem evolutiva, os principais grupos marinhos. O último módulo é reservado à poluição marinha. Aliando conhecimento científico e educação ambiental, a exposição já visitou diversos estabelecimentos públicos e privados.

##### Projeto Manguezal
Em 1999 é iniciado o Projeto Manguezal, possibilitando a estudantes de todos os ciclos de ensino o conhecimento in loco desse ecossistema e despertando a consciência de preservação de um dos principais habitats do planeta Terra.

## Ligação com o Museu Marítimo
Em 10 de setembro de 1993, a Sociedade Museu do Mar recebeu oficialmente o acervo do Museu Histórico Naval de São Vicente, entidade fundada em 1979, por iniciativa do engenheiro civil Carlos Alfredo Hablitzel (1919-1988). A data marcou o início do projeto Museu Marítimo.

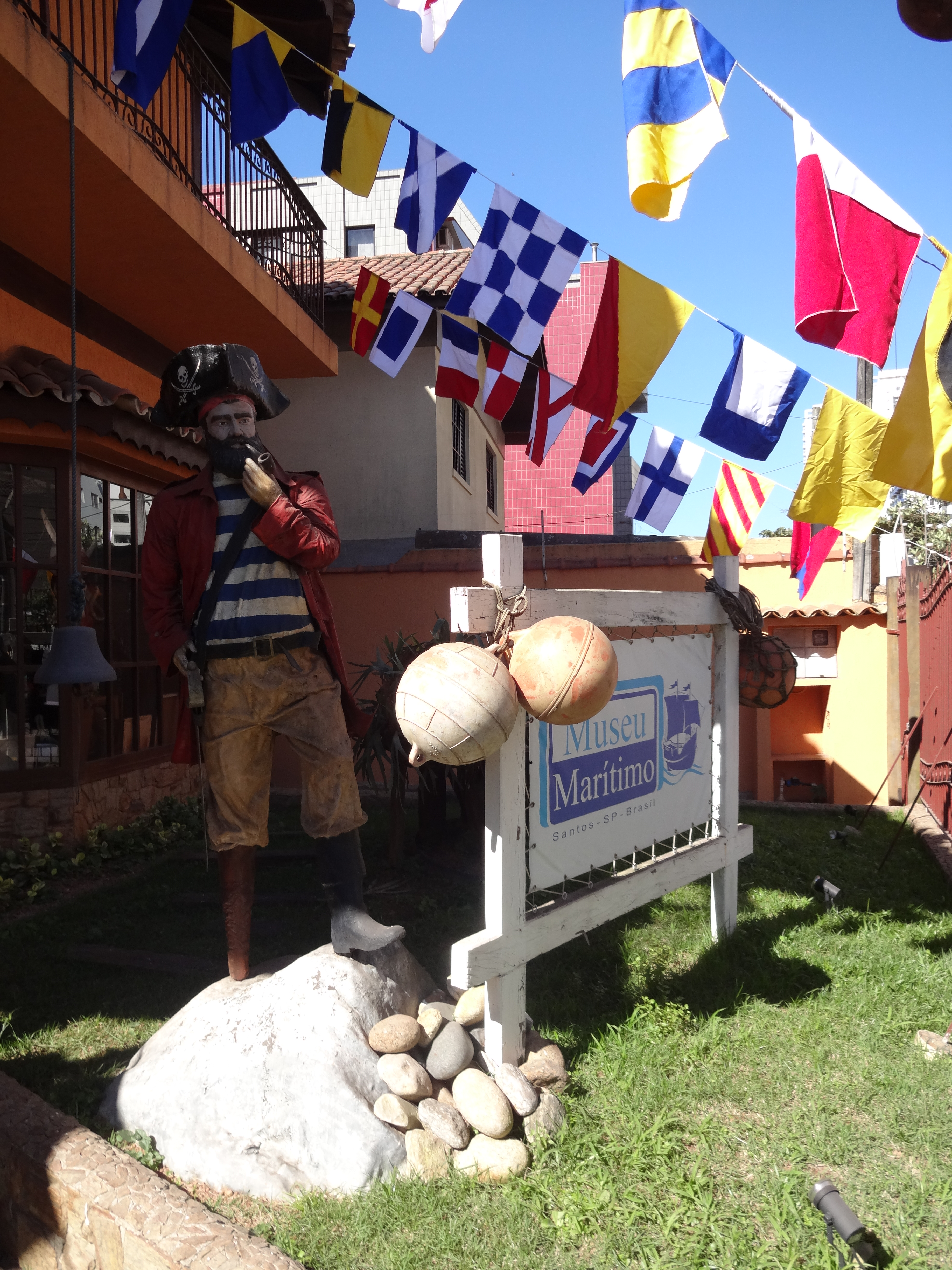
Aspecto da entrada do Museu Marítimo, com jardim decorado pelas bandeiras do Código Internacional de Sinais Marítimos (CIS).

As obras para a edificação do novo museu tiveram início em janeiro de 1998 e foram financiadas exclusivamente com os recursos da Sociedade Museu do Mar.
Com a inauguração do Museu Marítimo, em 17 de dezembro de 2005, o ingresso do Museu do Mar passou a garantir acesso aos dois museus, sendo ambos muito próximos.
Como um dos principais museus dedicados ao tema no Brasil, o Museu Marítimo expõe artefatos resgatados em naufrágios da costa brasileira, antigos equipamentos de mergulho, maquetes de embarcações históricas, pinturas em óleo sobre tela (galeria de 26 quadros de Carlos Alfredo Hablitzel), instrumentos de navegação, dentre outras atrações que fornecem aos visitantes um panorama da longa trajetória da humanidade no mar. 

## Funcionamento
O Museu do Mar funciona todos os dias, exceto terças-feiras (manutenção), das 9 às 18 horas. Grupos pré-agendados, a partir de 20 pessoas, podem ser atendidos em dias e horários exclusivos, com descontos especiais. Caso solicitem, os visitantes recebem monitoria. O ingresso é um passaporte que permite acesso também ao Museu Marítimo, situado nas proximidades.